# Kenneth III de Escocia
Cináed mac Duib (en gaélico escocés: Coinneach mac Dhuibh) anglificado como Kenneth III, y apodado An Donn, el Jefe o el Oscuro (antes de 967-25 de marzo de 1005) fue rey de Escocia desde 997 a 1005. Era el hijo de Dubh de Escocia. Muchas fuentes escocesas se refieren a él como hijo de Kenneth II pero es un error.
Lo único que se sabe del reinado de Kenneth es el asesinato de Dungal mac Cináeda por Coemgáin mac Cináeda Gille, por el Anales de los cuatro maestros de 999. No es seguro que esto se refiera a los acontecimientos en Escocia, ni si uno o ambos eran hijos de este Kenneth, o de Kenneth II de Escocia, o alguna otra persona o personas.
Kenneth fue asesinado en la batalla de Monzievaird en Strathearn a manos de Malcolm II (Mael Coluim mac Cináeda) en 1005.
Si Boite mac Cináeda era un hijo de este Kenneth, o de Kenneth II, es incierto, aunque la mayoría de proponer este Kenneth. Un hijo o nieto de Boite, se dice en los Anales de Ulster que fue asesinado por Malcom II en 1032.
La nieta de Kenneth, Gruoch (Gruoch ingen Boite meic Cináeda) ─en quien se basó Shakespeare para el personaje de lady Macbeth─  fue esposa, en primer lugar, de Gille Coemgáin , Señor de Moray, y en segundo lugar, del rey Macbeth; el hijo del primer matrimonio fue Lulach (Lulach mac Gille Coemgáin), que sucedió brevemente a Macbeth como rey de Escocia. Los meic Uilleim, descendientes de William Fitz Duncan por su primer matrimonio, fueron probablemente descendientes de Kenneth.